# Farringtonite
La farringtonite è un minerale.